# بریه
بریه یک منطقهٔ مسکونی در ایران است که در Duzaj Rural District واقع شده‌است. براساس سرشماری مرکز آمار ایران در سال ۱۳۹۵، بریه ۴۴ نفر جمعیت دارد.